# Анналісти
Анналі́сти(лат. annales — літопис, хроніка) — перші римські письменники-історики ІІІ—І ст. до н. е., які висвітлювали події минувшини в хронологічній послідовності. 
Анналісти поділяються на старших (III — II ст. н. е.) і молодших (1-ша половина I ст. н. е.); іноді виділяють і середніх (2-га половина II ст.).
Старші анналісти: Квінт Фабій Піктор, Авл Постумій Альбін, Луцій Цинцій Алімент, Гай Семпроній Тудітан, Марк Порцій Катон Старший та ін. З творчої спадщини останнього зберігся трактат «Про сільське господарство». Старші анналісти користувались фастами, анналами, сімейними хроніками, свідченнями самовидців  і власними спостереженнями, що забезпечувало достовірність їхніх повідомлень  про сучасність, але минуле у них було важко відрізнити від легенд. Писали здебільшого грецькою мовою.
"Середні анналісти": Луцій Кассій Геміна, Луцій Кальпурній Пізон Фругі, Гай Фанній, Публій Семпроній Аселіон. Вони не являють собою осіб, що мали якийсь внутрішній творчий зв'язок між собою.
Молодші анналісти (Гней Гелій, Квінт Клавдій Квадригарій, Гай Ліциній Макр, Валерій Анціат, Квінт Туберон, Луцій Корнелій Сізенна, Корнелій Непот) перебували під сильним впливом грецької риторики. Заради цікавості викладу матеріалу вони прагнули драматизувати події, вдаючись  й до вигадок. Писали латиною.
За часів ранньої Римської імперії перш за все як анналіст відомий Луцій Фенестелла, що став одним з фундаторів нового історичного письма.
Для анналістів характерне перебільшення успіхів і затушовування невдач Риму. 
Твори анналістів до нас не дійшли, але їх використали римські (Тіт Лівій та ін.) і давньогрецькі (Плутарх) історики.